# Signalhorn
Et signalhorn er et af de enkleste messingblæserinstrumenter. Det er som regel et horn uden ventiler, hvor tonerne kontrolleres gennem udøverens embouchure. Da det er uden mekaniske hjælpemidler, er det begrænset, hvilke harmonier det kan spille. 
Signalhornet er udviklet både som musikinstrument og kommunikationsmiddel fra tidlige instrumenter. Det kaldes "horn", fordi det oprindeligt blev fremstillet af horn fra dyr. De første signalhorn blev udviklet til at udveksle signaler mellem jægere. 
Den først kendte militære signalhornsblæser var "halvmåneblæseren", der Halbmondblaser, i Hannover i 1758. Hornet var U-formet og let at bære over skulderen i en rem. Den kom til England i 1764, hvor det efterhånden blev udbredt i infanteriet. Kavaleriet brugte trompeter, som senere er blevet blandet sammen med signalhorn. En trompet høres bedre på kortere afstande end signalhorn. 
Signalhornet er hovedsagelig brugt som militært signalhorn, men det kan også bruges i opvisningskorps, hvor det er videreudviklet. 
Kornetten opfattes fejlagtigt som udviklet fra signalhornet, men den stammer fra franske posthorn.
I 1800-tallet opstod der en række instrumenter som varianter af standardsignalhornet, og de kunne være stemt forskelligt, så orkestrene kunne spille et bredere repertoire. I England blev den stemte udgave Royal Kent bugle udviklet af Joseph Halliday i 1811. Det blev meget populært og brugt meget frem til ca. 1850. Richard Willis brugte det. Han blev orkesterleder for signalorkesteret ved United States Military Academy ved West Point. 